# Дорохов, Георгий Валерьевич
Гео́ргий Вале́рьевич До́рохов (11 апреля 1984, Томск — 1 февраля 2013, Москва) — российский композитор.

## Биография
В 2004 году окончил Томское областное музыкальное училище имени Э. Денисова по классу скрипки. Там же факультативно изучал композицию. В 2009 году окончил композиторский факультет Московской государственной консерватории имени П. И. Чайковского (класс профессора В. Г. Тарнопольского).
Посещал лекции и занятия Брайана Фернихоу, Изабель Мундри, Мисато Мотидзуки, композиторские курсы «Domaine Forget» (Канада, 2011), семинары Nuova Consonanza в Национальной академии Санта-Чечилия в Риме под руководством Филиппа Манури (2011) и Марка Андре (2012).
Участник группы композиторов «СоМа» («Сопротивление материала»). По словам Дорохова, его музыка была интересна ему самому «тем, что в ней есть синтез продуманности и спонтанности, есть строгие рамки и одновременно их разрушение»; своим любимым современным композитором Дорохов называл Хельмута Лахенмана.
В 2011—2013 гг. принимал участие в акциях протеста, организованных оппозиционными общественно-политическими движениями. Неоднократно подвергался административному аресту и штрафам.
Скончался 1 февраля 2013 года в результате инсульта. Похоронен на Николо-Архангельском кладбище.

## Сочинения
в хронологическом порядке
- Струнное трио (2006)
- Струнный квартет № 1 (2006)

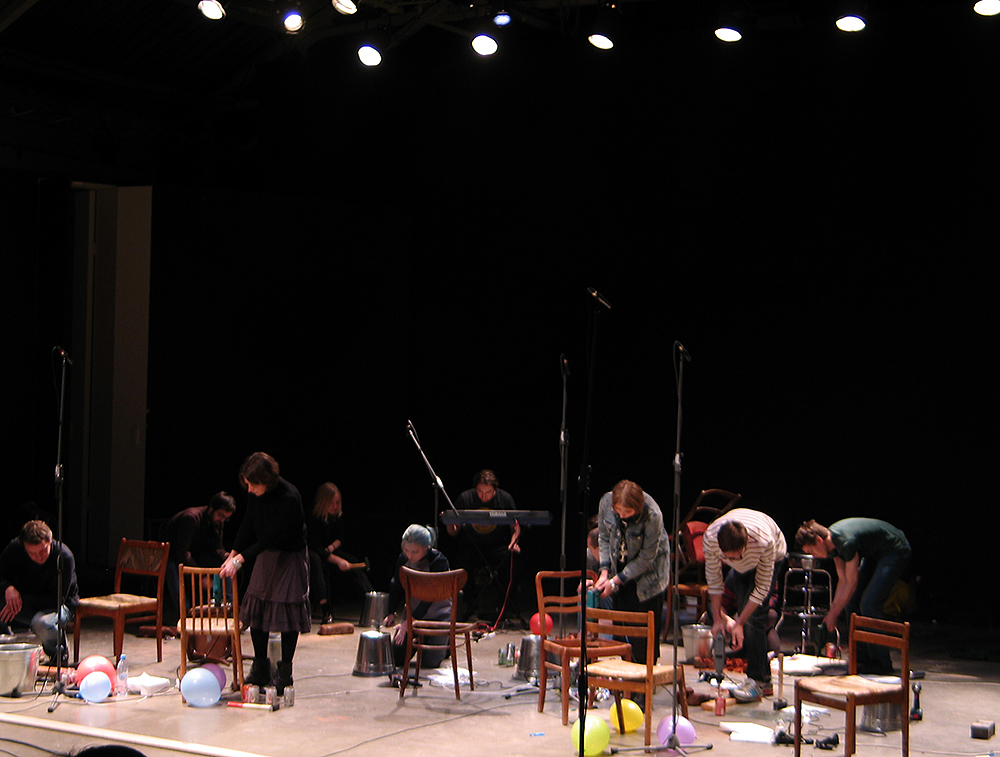
Молодые московские музыканты исполняют сочинение Георгия Дорохова «Рондо» на фестивале «Будущая музыка» в Москве, в центре «Винзавод»

- Превращение для фортепиано (2007; 2-я редакция 2009)
- Fagocello для фагота и виолончели (2007)
- Bassocellо (версия «Fagocello» для бас-кларнета и виолончели) (2007)
- Under Construction для скрипки и фортепиано (2007)
- Particules élémentaires для флейты, кларнета, фортепиано, скрипки и виолончели (2007)
- Adagio molto, концерт для виолончели и пяти духовых (2007)
- Ctrl+C \ Ctrl+V для флейты, кларнета, валторны, скрипки и виолончели (2007)
- (e)space для бас-кларнета, трубы, фортепиано, скрипки и виолончели (2007, ред. 2009)
- Палач проснулся поздно, три истории для чтеца, бас-кларнета, тромбона, контрабаса, альтовой флейты, альта и виолончели (2008)
- Repeat для гобоя, бас-кларнета, альта, виолончели, фортепиано и лестницы-стремянки (2008)
- Русское бедное (Промзона[что?]) для экстремального вокала, деревянных ящиков, мусорных баков, батарей центрального отопления, сирен, колоколов и железных листов (2008)
- Graffiti для оркестра (2009)
- Манифест для трёх пенопластов со смычками (2009)
- Tempora mutantur et nos mutamur in illis для кларнета, трубы и альта (2009)
- Инвенции для кларнета и валторны (2009)
- Экспозиция (Человек с киноаппаратом) для скрипки, тубы и ударных (2009)
- Synopsis (Струнный квартет № 2), 2009
- Intermezzo-I для флейты соло (2009)
- Capriccio-I для скрипки (или альта) соло (2009)
- Топинамбур для флейты, фортепиано и скрипки (или альта) (2009, ред. 2010)
- Intermezzo-II для арфы соло (2010)
- Dissolution для валторны, фагота, тромбона, ударных и виолончели (2010)
- Манифест-II для стульев (2010)
- Гарь для 11 исполнителей (2010)
- Deconstruction для оркестра (2010)
- Экспозиция-II:

- (a) для кларнета, бас-кларнета, трубы со шлангом и тромбона со смычком (2010)
- (b) для саксофона со шлангом, фортепиано, препарированной скрипки и виолончели (2010)

- Perpetuum mobile для 16 струнных (2010)
- Concertino для альта или скрипки соло, радио и пяти исполнителей (2010)
- Прелюдия Шопена № 1 для флейты, гобоя, фортепиано, скрипки и виолончели (2010)
- Экспозиция-III для флейты, саксофона (или кларнета) и фортепиано (2010)
- Музыка к мультимедиа-проекту «electroautomatica-2» — Рондо для неограниченного количества исполнителей (2010)
- Examples для фортепиано, двух скрипок, альта и виолончели (2010)
- «Китч-Хармс» для голоса, флейты, виолончели и фортепиано (2010)
- Prostokat dynamiczny, музыка к одноимённой польской анимации для альт-саксофона и баяна (2011)
- Остров Назино для 14 исполнителей (2011)
- Concertino-II / Экспозиция-V для пяти исполнителей (2011)
- Crescendo для кусков пенопласта и стекла (2011)
- Экспозиция-IV для двух труб, трёх тромбонов и фортепиано (2011)
- Экспозиция-VI (Piano) (2011)
- Экспозиция-VII для пяти исполнителей (2011)
- Струнный квартет № 3 (2011)
- Study-I for violin (2011)
- Exposition-VIII (La Primavera) для пяти исполнителей (2012)
- Exposition-X (2012)
- Сладкая грёза П. И. Чайковского для пяти исполнителей (2012)
- Counter-exposition-I (2012)
- Exposition-XI (2012)
- Study-II для гитары (2012)
- Study-III для скрипки и резонирующего рояля (2012)
- Cantata для 17 исполнителей (2012—2013)

## Награды, призы
- 2007 — дипломант Четвёртого международного конкурса молодых композиторов им. П. Юргенсона (Москва).
- 2007 — дипломант Первого международного конкурса композиторов им. Э. Денисова «EDES» (Москва-Томск).
- 2008 — финалист первого всероссийского композиторского конкурса «Шаг влево».
- 2009 — дипломант Пятого международного конкурса молодых композиторов им. П. Юргенсона (Москва).

## Исполнители произведений Георгия Дорохова
Личности
- Артур Зобнин
- Наталья Пшеничникова
- Andreas Fischer
- Андрей Капланов
- Денис Сорокин
- Владимир Юровский
- Lea Rahel Bader

Ансамбли и оркестры
- Ансамбль ударных Марка Пекарского
- Московский ансамбль современной музыки (МАСМ)
- Ансамбль «Студия Новой музыки» (Москва)
- «eNsemble» (Санкт-Петербург)
- Татьяна Гринденко и Академия старинной музыки Opus Posth
- Ensemble Linea (Страсбург)
- Nouvel Ensemble Moderne[вд] (Канада)
- Ensemble Offspring[англ.] (Сидней)
- Ensamble34 (Буэнос-Айрес)
- Ensemble Nostri Temporis[вд] (Киев)
- ГАМ-Ансамбль (Галерея Актуальной Музыки)
- NoName ensemble (Нижний Новгород)
- «Романтик квартет»
- Simone Beneventi[вд]
- Truike van der Poel[вд]
- Оркестр Министерства Обороны РФ
- Orkest de Ereprijs (Нидерланды)
- Ruud Roelofsen (Нидерланды)
- Slovac Radio Symphony Orchestra
- Ensemble Interface (Франкфурт-на-Майне)
- Струнный квартет «In corpore»
- Wapiti Ensemble (Монтреаль)
- Ensemble Unitedberlin (Берлин)
- Blackpageorchestra (Вена)
- Ensemble Proton[вд] (Берн)
- Ensemble Lemniscate (Базель)

## Цитаты
- «Феноменальность его музыки, в первую очередь, заключается в бескомпромиссности музыкальных средств, которые существуют в трогательной, почти беззащитной искренности»[5] — Леонид Именных, 2013.
- «…Я вовсе не смелый человек. Я всего лишь композитор. Мне нужно лишь сочинять музыку. Однако в тот момент, когда начинают избивать моих товарищей, я не могу оставаться в стороне. Да, мне страшно, что выбьют зубы. Что сломают руку. Что не пустят за границу на исполнение своего сочинения. Что не дадут преподавать, дабы избежать „тлетворного“ влияния авангардистов. Что могут дать срок на зоне… Но ещё страшнее — оказаться личностью, сдавшей свои позиции. Да, при этом можно получить финансирование от „условного Суркова“, можно съездить на Селигер, объяснив невразумленным, почему хорош Путин, можно получить путевку в будущее, — и не важно, что при этом ты будешь использовать ту же риторику, которую используют полувыжившие из ума профессора консерватории, или люди, говорящие, что наступила эра стабильности. Согласиться на все на это страшнее, чем 3-4 часа в автозаке и 15 суток в спецприемнике. Честность не продается. А если продается — это согласие страшнее любого заключения под стражу. Лично я не могу согласиться с таким порядком в нашей жизни. Хоть и не смелый человек…»[6] — Георгий Дорохов, 2013.
- «… оригинальность Гоши и возможности его музыки состоят как раз в том, что у них нет притязания быть „хорошо сделанным“, „детально проработанным“ искусством. Их сила, как ни странно, не в точности, выверенности жеста, осуществленного в единственно правильный момент, а в его инфляции, заменимости. В его „деструктивных“ вещах, написанных начиная где-то с 2009-2010-го годов, нет уникальности ситуации, а есть перечень, бесконечная последовательность элементов; форма и длительность произведения определяется скорее износом материала используемых объектов»[7] — Сергей Невский, 2014.